# Verzetsmonument in Park Goudestein
Het Verzetsmonument in Park Goudestein is een herdenkingsmonument ter herinnering aan tijdens de Tweede Wereldoorlog omgekomen verzetslieden uit de Utrechtse plaats Maarssen. Het beeld, een geknielde naakte man op een ronde sokkel, staat in de tuin achter het voormalige gemeentehuis van Maarssen, de buitenplaats Goudestein.

## Beschrijving
In 1947 werd een eerste ontwerp voor het monument voorgelegd aan de Provinciale Utrechtse Commissie voor Oorlogs- of Vredesgedenkteekens. Deze commissie ging akkoord met het eerste ontwerp, maar de plaatselijke commissie vond dat het beeld het verzet onvoldoende tot uiting bracht. Het huidige ontwerp stamt uit 1948 en werd zonder tegenspraak van de commissies uitgevoerd. Het monument werd op 5 mei 1949 onthuld. Het werd gemaakt door Marian Gobius. Het toont een naakte man, steunend op zijn linkerknie. Hij houdt zijn rechterhand gebald op zijn rechterknie en zijn linkerarm iets achter zich, eveneens met de vuist gebald. Deze houding staat symbool voor de omgekomen mensen van het Verzet.
Het beeldhouwwerk staat op een bakstenen muur met daarop een plaquette met onder een Nederlandse leeuw de tekst:

TER ERE VAN

ALLEN DIE

RECHT EN VRIJHEID

HOGER STELDEN

DAN HUN LEVEN